# Balçova (district)
Balçova is een Turks district in de provincie İzmir en telt 74.837 inwoners (2007). Het district heeft een oppervlakte van 21,22 km².
De bevolkingsontwikkeling van het district is weergegeven in onderstaande tabel.

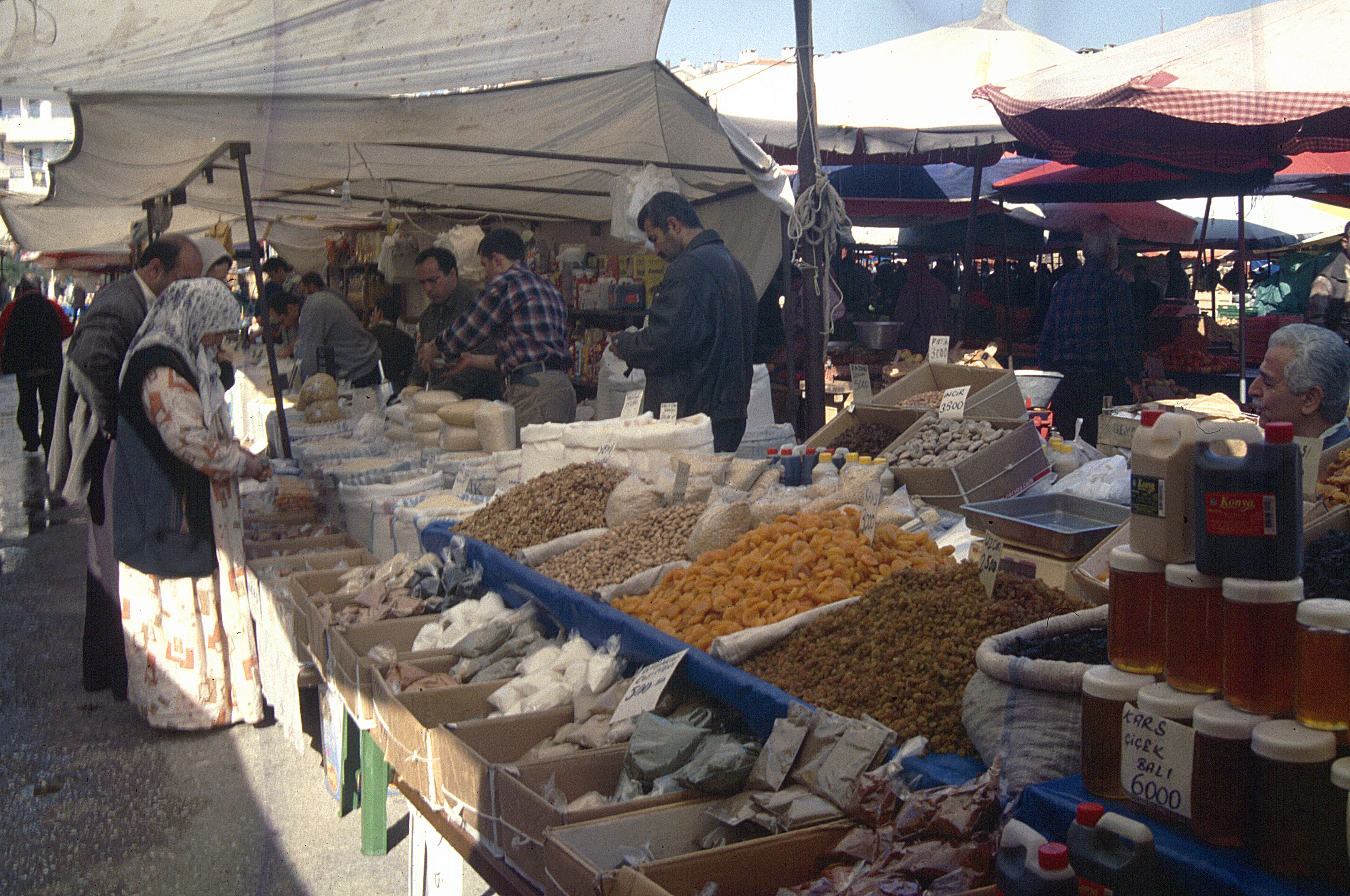
Markt in Balçova

| 1997   | 2000   | 2007   |
| ------ | ------ | ------ |
| 67.343 | 66.877 | 74.837 |

Aliağa · Balçova · Bayraklı · Bayındır · Bergama · Beydağ · Bornova · Buca · Çeşme · Çiğli · Dikili · Foça · Gaziemir · Güzelbahçe · Karabağlar · Karaburun · Karşıyaka · Kemalpaşa · Kınık · Kiraz · Konak · Menderes · Menemen · Narlıdere · Ödemiş · Seferihisar · Selçuk · Tire · Torbalı · Urla